# 笑傲曇天
《笑傲曇天》（日语：曇天に笑う）是由唐唐煙所作的日本漫画作品，在《月刊Comic Avarus》上从2011年3月号开始连载到2013年6月号。
《笑傲曇天 外传》及作为前传的《笑傲炼狱》（舞台则是约300年前的战国时代）于2013年12月发行的《時代劇活画伝 斬》上刊登，而其中《炼狱》于2014年1月25日，《外传》则是同年的2月25日分别在“WEB Comic”网站上的项目中开始连载。之后两作品一起发出移籍声明，将转移到从2014年10月号（创刊号）的上继续连载。
2014年10月开始作为电视动画播放。

## 故事
1878年（明治11年）。在明治维新之后，为了处理日本国内的士族叛乱这类犯罪者，将他们大部分都送到了监狱里，但是逃狱事件时有发生。于是政府就在滋贺县的琵琶湖里浮着的巨树中建造了绝对不可能逃狱的监狱“狱门处”，将重犯全都送了进去。而负责最后阶段护送的“渡桥者”一职则是由湖边“曇神社”的“曇之三兄弟”担任。

## 登场人物

### 曇家
曇天火
配音：中村悠一、小澤亞李（童年）（日本）；梁偉德、黃積權（少年）、陳琴雲（童年）（香港）
性格天真爛漫，大膽豪放，對人欠缺疑心。嗜好是午睡，偶爾還會誠邀弟弟們陪睡。頭上的馬尾分成5束散開，被宙太郎稱為蟹爪頭。手執摺扇，仅用简单轻快的动作就能在短时间内将几十个犯人打倒。過去曾擔任右大臣直属親衝部隊“犲”的首領，後因照顧弟弟而退出。但是弟弟们对此事并不知情。當知道自己身體正正就是正在尋找的大蛇容器，最終選擇自行結束自己的生命。但並未真正死亡，而是詐死作為大蛇的研究對象。
曇空丸
配音：梶裕貴（日本）；曹啟謙、梁少霞（童年）（香港）
很认真、努力之人。常被兄弟玩得团团转。對於大哥過度保護，無法獲取對方信任而感到不滿。想要追上，甚至超越大哥的腳步。但他認為跟大哥練劍始終起不了什麼效果。後來在一次偶然下目睹了安倍蒼世輕易打倒比他身形龐大的對手，而拜託對方教授劍術。手持代代相传的曇家寶刀。是真正的大蛇的容器。
曇宙太郎
配音：代永翼（日本）；陸惠玲（香港）
性格單純。跑得很快。有收集昆蟲的嗜好。说话时经常以“っス”结尾。是個兄控。而且特別喜欢天火，只要是天火说的事，无论什么样的难题都会直接接受，一定执行。给住在家中的狸貓取了“奇洛吉（ゲロ吉）”（配音：田中愛美（日本）；何寶珊（香港））这样的名字，很爱这个宠物。
金城白子
配音：櫻井孝宏（日本）；李致林（香港）
10年前受重伤的时候被天火所救，從此服侍曇家，寄居在曇神社。自小的忍者訓練使他對任何人、事均抱持戒心（曇家三兄弟除外）。白色的和服下是一身黑色的忍者裝扮。常用武器是鎖鎌、手裏劍。真實身分為第十代風魔小太郎，是稱為無忍的殺人忍者集團－風魔一族的末裔，特徵是純白色的頭髮，和紫色雙瞳，現和風魔一族的餘黨隱居避世。對宙太郎寵物的不待見感到費解。
曇大湖
配音：藤原啓治（日本）；關令翹（香港）
前任曇家當家，因為是入贅曇家，所以沒有曇家血脈。曇家三兄弟的父親，是豺的老師，但在一次意外中遭風魔所殺害。
曇小雪
曇家三兄弟的母親，遭風魔所殺害。
曇景光
配音：岸尾大輔（日本）；鄧港文（香港）
曇家祖先。

### 豺
右大臣直属部隊。
安倍蒼世
配音：鳥海浩輔、空見ゆき（幼少期）（日本）；蘇強文、李凱傑（少年）、曾佩儀（童年）（香港）
身高174cm、體重59kg、生日：10/25（24歲）
豺的隊長，有著一旦決定的事就決不會改變的頑固性格。講究做事的代價和利益。是安倍家的末裔，劍術十分厲害，因而受到空丸的拜託教他劍術。興趣是收集郵票。
佐佐木妃子
配音：大原沙耶香（日本）；林元春（香港）
身高160cm、體重50kg、生日：3/27（24歲）
和天火，安倍是青梅竹馬。
鷹峯誠一郎
配音：安元洋貴（日本）；李鎮然（香港）
身高183cm、體重80kg、生日：8/22（36歲）
豺的副隊長。嗜酒。武田曾說過他僅打不過蒼世。
武田樂鳥
配音：下野紘（日本）；林筠翔（香港）
身高177cm、體重64kg、生日：9/8（19歲）
被空丸吐槽有跟班的氣息。能力本身不差，但在豺裡面算是弱的，和空丸一樣有想要追尋的目標。喜歡讀書。
屍千狼
配音：岩崎博（日本）；陳永信（香港）
一位帶有假面的矮小老人，來自清國，講話不時參雜中文。
蘆屋睦月
配音：藤原祐規（日本）；李震權（香港）
身高169cm、體重60kg、生日：2/29（27歲）
大陰陽師，繼承了蘆屋的血的人，興趣是搭訕。
犬飼善蔵
配音：藤原貴弘（日本）；葉振聲（香港）
巨漢。
岩倉具視
配音：祐仙勇（日本）；譚炳文（香港）
右大臣。創立“豺”的人。

### 其他
牡丹
配音：佐藤利奈（日本）；詹健兒（香港）
身高156cm、體重47kg、生日：8/17（600歲）
曇宙太郎現時就讀学校的老师。是安倍家的式神，知道打敗大蛇的方法，協助曇家的人。
太田医師
配音：堂下勝氣（日本）；陳曙光（香港）
政府隱密化學部成員之一。11年前，化學部開發一種由大蛇細胞製造的特效藥，並以身負重傷的曇天火為實驗對象。後來成為曇天火的主治醫師，對其身體狀況可謂瞭如指掌。
嘉神直人
配音：三木眞一郎（日本）；鍾見麟（香港）
身高160cm、體重44kg、生日：12/21
原長州藩的士族。漁民出身。身形瘦弱，卻擁有一雙隱藏著強大能力的粗壯手臂。流派不明，在西山集武。是個瘋狂的尊皇攘夷論者。廢刀令下達後，認為被「神（天皇）」所背叛，於是決定向新政府復仇。對新政府存有敵意，曾揚言“與新政府有关系的人全部殺掉”，不斷殺戮。由於過火的言行和殺戮，而被同伴孤立，後脫離長州藩。被嘲諷為與「神」對抗的狂妄信徒。武器為百百目鮫（百々目鮫（どどめき））
錦
配音：能登麻美子（日本）；鄭麗麗（香港）
曾是獄門處的看守，因空丸在獄門處對她大吼大叫而失業。原為風魔一族，但受不了成為風魔的儀式而半途而廢（逃走），現居曇神社。
土屋
配音：祐仙勇（日本）；（香港）
警察。
北村秀夫
配音：蜂須賀智隆（日本）；（香港）
警察。
比良裏
配音：鈴村健一（日本）；張方正（香港）
身高180cm、體重68kg、生日：8/18
是一名警察，天生獨臂。和牡丹之間有某種連繫。
風魔小太郎（風魔小太郎（ふうま こたろう））
配音：遊佐浩二（日本）；陳灝瑋（香港）
配戴狐狸面具（きつねのおめん）的神秘男人。元風魔一族第十代領主，與白子乃雙胞胎兄弟，本名壱雨。打算讓大蛇復活，一直在獄門處等待時機。
大木喬任
配音：中西俊彦（日本）；盧國權（香港）
司法卿。

### 《笑傲泡影》
安倍比良裏
配音：鈴村健一（日本）；張方正（香港）
是比良裏的前世。
佐佐木清綱
配音：寺杣昌紀（日本）；招世亮（香港）

## 出版書籍
- 《笑傲曇天》 Mag Garden〈Avarus Comics〉全6卷

| 卷數 | Mag Garden     | Mag Garden             | 東立出版社     | 東立出版社             |
| 卷數 | 發售日期       | ISBN                   | 發售日期       | ISBN                   |
| ---- | -------------- | ---------------------- | -------------- | ---------------------- |
| 1    | 2011年3月15日  | ISBN 978-4-86127-843-3 | 2012年5月9日   | ISBN 978-986-10-9132-7 |
| 2    | 2011年10月15日 | ISBN 978-4-86127-910-2 | 2013年4月11日  | ISBN 978-986-10-9133-4 |
| 3    | 2012年3月15日  | ISBN 978-4-86127-970-6 | 2013年5月30日  | ISBN 978-986-10-9920-0 |
| 4    | 2013年10月15日 | ISBN 978-4-8000-0056-9 | 2014年11月11日 | ISBN 978-986-324-387-8 |
| 5    | 2013年5月15日  | ISBN 978-4-8000-0159-7 | 2016年4月18日  | ISBN 978-986-332-899-5 |
| 6    | 2013年8月12日  | ISBN 978-4-8000-0202-0 | 2016年6月7日   | ISBN 978-986-337-481-7 |

- 《笑傲曇天 外傳》Mag Garden〈Beats Comics〉全3卷

| 卷數 | Mag Garden    | Mag Garden                                              | Mag Garden |
| 卷數 | 發售日期      | ISBN                                                    |            |
| ---- | ------------- | ------------------------------------------------------- | ---------- |
| 上   | 2014年5月14日 | ISBN 978-4-8000-0308-9 ISBN 978-4-8000-0269-3（限定版） |            |
| 中   | 2015年5月30日 | ISBN 978-4-8000-0465-9                                  |            |
| 下   | 2017年3月14日 | ISBN 978-4-8000-0665-3 ISBN 978-4-8000-0668-4（限定版） |            |

- 《笑在煉獄中》Mag Garden〈Beats Comics〉共8卷

| 卷數 | Mag Garden     | Mag Garden                                              | Mag Garden |
| 卷數 | 發售日期       | ISBN                                                    |            |
| ---- | -------------- | ------------------------------------------------------- | ---------- |
| 1    | 2014年5月14日  | ISBN 978-4-8000-0307-2                                  |            |
| 2    | 2014年10月14日 | ISBN 978-4-8000-0371-3                                  |            |
| 3    | 2015年5月30日  | ISBN 978-4-8000-0464-2 ISBN 978-4-8000-0450-5（限定版） |            |
| 4    | 2016年1月14日  | ISBN 978-4-8000-0531-1 ISBN 978-4-8000-0528-1（限定版） |            |
| 5    | 2016年5月31日  | ISBN 978-4-8000-0583-0 ISBN 978-4-8000-0568-7（限定版） |            |
| 6    | 2017年3月14日  | ISBN 978-4-8000-0664-6 ISBN 978-4-8000-0667-7（限定版） |            |
| 7    | 2017年8月12日  | ISBN 978-4-8000-0711-7 ISBN 978-4-8000-0704-9（限定版） |            |
| 8    | 2018年3月14日  | ISBN 978-4-8000-0754-4                                  |            |

## 电视动画
从2014年10月开始播放。

### 工作人员
- 原作 - 唐唐煙（刊）
- 監督 - 原口浩
- 監督補佐 - 松村樹里亜
- 系列構成 - 高橋悠也
- 角色设计・總作画監督 - 牧孝雄
- 物品设计 - 丸山修二
- 总设计 - 藤純
- 美術設定 - 松本吉勝
- 美術監督 - 池之上由紀
- 色彩設計 - 真壁源太
- 攝影監督 - 工藤康史
- 編集 - 小野寺繪美
- 音響監督 - 榎本崇宏
- 音樂 - 福廣秀一朗
- 音樂製作人 - 千石一成、渡邊一博
- 制作 - 田村徹、田村学、保坂嘉弘
- 制片人 - 中谷敏夫、渡部智明、稻毛弘之、伊藤隼之介、細井駿介
- 动画制片人 - 中村陽介
- 动画制作 - 動画工房
- 製作 - 製作委員会（日本電視台、vap（日语：バップ））

### 主題歌
片头曲
（第2話－第7話）
作詞：井筒日美，作曲：Syu，編曲：新屋豊，歌：青木隆治
第一集未使用，作曲的Syu在参与制作片尾曲的GALNERYUS组合中担任吉它手。
（第8話－第11話）
作詞：井筒日美，作曲：Syu，編曲：新屋豊，歌：青木隆治
片尾曲
「ATTITUDE TO LIFE」
作詞：SHO，作曲：Syu，編曲：Yorimasa Hisatake & GALNERYUS，歌：Galneryus

### 各集列表
| 話數     | 日文標題 | 中文標題             | 香港標題               | 劇本            | 分鏡            | 演出                                           | 作畫監督 |
| -------- | -------- | -------------------- | ---------------------- | --------------- | --------------- | ---------------------------------------------- | --- |
| 第一話   |          | 三兄弟、立於曇天之下 | 三兄弟，站在曇天       | 高橋悠也        | 原口浩          | 原口浩 松村樹里亞                              | 市原圭子、舘崎大 牧孝雄                                                                                           |
| 第二話   |          | 殺人魔、嘲笑曇天     | 殺人狂，嘲笑曇天       | 高橋悠也        | 千明孝一 原口浩 | 高田昌宏                                       | 曾我篤史、丸山修二                                                                                                |
| 第三話   |          | 次男、潛入監獄       | 二子，潛入監獄         |                 | 松村樹里亞      | 渡邊正彦                                       | 大澤美奈 Seo Sun-young Lee Jeon-jong                                                                              |
| 第四話   |          | 風魔、隱於監獄       | 風魔，潛入獄門         | 博多正壽        | 則座誠          | 市原圭子、伊藤大翼 小野和美、沓澤洋子 立口德孝 | |
| 第五話   | [ 3 ]    | 天火、動盪不安       | 天火，動搖不穩         | 博多正壽        | 高橋悠也        | 柳瀨雄之                                       | 菊永千里 |
| 第六話   |          | 太陽、消逝於曇天     | 太陽，逝於曇天         | 瀨藤健嗣 原口浩 | 高橋悠也        | 瀨藤健嗣                                       | 熊田明子、中本尚 丸山修二                                                                                         |
| 第七話   |          | 笑對泡影             | 笑傲泡影               | 高田昌宏 原口浩 | 高橋悠也        | 高田昌宏                                       | 曾我篤史、村上龍之介 久保茉莉子、伊藤大翼                                                                         |
| 第八話   |          | 少年、慟哭於雨天之下 | 少年，向雨天慟哭       |                 | 松村樹里亞      | 松村樹里亞                                     | 伊勢奈央子、池田廣明 平塚知哉、丸山修二 市原圭子、曾我篤史 立口德孝、伊藤大翼 館崎大、川上暢彥                    |
| 第九話   |          | 後繼者、立於渾天之下 | 後繼者，站立於混濁天空 | 吉川博明        | 渡邊正彦        | 菊永千里、菊池政芳 海保仁美                    | |
| 第十話   |          | 白色黑暗、逆反       | 翻轉變成白色黑暗       | 高橋悠也        | 赤城博昭        | 赤城博昭                                       | 大澤美奈、平塚知哉 淺利步惟 Kim Gang-won Lee Seok-in Kim Young-bum                                                |
| 第十一話 |          | 太陽、復燃於曇天之下 | 曇天再現太陽           | 高橋悠也        | 篠原俊哉        | 則座誠                                         | 曾我篤史、丸山修二 伊藤大翼、熊田明子 中本尚、市原圭子 Park Hye-ran                                               |
| 最終話   |          | 兄弟、聚集於太陽之下 | 兄弟在太陽下聚集       | 高橋悠也        | 博多正壽 原口浩 | 原口浩 深瀨重 松村樹里亞                       | 市原圭子、丸山修二 平塚知哉、曾我篤史 伊藤大翼、伊勢奈央子 大沢美奈、菊永千里 菊池政芳、海保仁美 藤田真弓、牧孝雄 |

### 播放電視台
| 播放地方 | 播放電視台    | 播放日期                | 播放時間（UTC+9）            | 所屬聯播網          | 備註                                          |
| -------- | ------------- | ----------------------- | ---------------------------- | ------------------- | --------------------------------------------- |
| 關東地方 | 日本電視台    | 2014年10月3日－12月19日 | 星期五 25時58分－26時28分    | 日本電視網          | 製作委員會                                    |
| 日本全國 | 日視點播      | 2014年10月3日－12月19日 | 星期五 24時00分 更新         | 網絡電視            |                                               |
| 日本全國 | NICONICO直播  | 2014年10月4日－         | 星期六 25時30分－26時00分    | 網絡電視            |                                               |
| 日本全國 | NICONICO頻道  | 2014年10月4日－         | 星期六 26時00分 更新         | 網絡電視            | 第2話後需付費                                 |
| 日本全國 | 萬代頻道      | 2014年10月5日－         | 星期日 12時00分 更新         | 網絡電視            |                                               |
| 日本全國 | d Anime Store | 2014年10月5日－         | 星期日 12時00分 更新         | 網絡電視            | 會員可收看全部話數                            |
| 滋賀縣   | 琵琶湖放送    | 2014年10月12日－        | 星期日 23時30分－24時00分    | 獨立局              |                                               |
| 日本全國 | BS日本        | 2014年10月12日－        | 星期日 24時00分－24時30分    | 日本電視網 衛星電視 |                                               |
| 日本全國 | AT-X          | 2014年10月14日－        | 星期二 22時30分－23時00分    | 衛星電視            | 有重播                                        |
| 兵庫縣   | SUN電視台     | 2014年10月14日－        | 星期二 24時00分－24時30分    | 獨立局              |                                               |
| 香港     | J2            | 2015年1月5日－3月23日   | 星期一 24時15分－24時45分    | 數碼地面電視        | UTC+8 雙語廣播、有字幕和重播 myTV提供14日重溫 |
| 香港     | Animax        | 2016年9月29日－10月14日 | 星期四至五 22:00－23:00      |                     | UTC+8 有重播                                  |
| 臺灣     | Animax        | 2016年9月18日－9月29日  | 每天（週二以外）22:30－23:00 | 有線電視            | UTC+8 有重播時段                              |
| 臺灣     | Animax HD     | 2016年12月2日－12月13日 | 每天19: 30 - 20: 00          | 中華電信MOD         | UTC+8 有重播時段                              |

### BD-BOX / DVD-BOX
| 卷 | 發售日        | 收錄話        | 規格編號   | 規格編號   |
| 卷 | 發售日        | 收錄話        | BD         | DVD        |
| -- | ------------- | ------------- | ---------- | ---------- |
| 上 | 2015年1月21日 | 第1話－第6話  | VPXY-72951 | VPBY-29916 |
| 下 | 2015年3月25日 | 第7話－第12話 | VPXY-72952 | VPBY-29917 |

## 劇場版動畫
《笑傲曇天〈外傳〉》劇場版三部作，製作為WIT STUDIO。
《笑傲曇天〈外傳〉前篇～訣別、豺之誓言～》於2017年12月2日上映。
《笑傲曇天〈外傳〉中篇～宿命、雙頭的風魔～》於2018年6月9日上映。
《笑傲曇天〈外傳〉後篇～櫻華、天望的架橋～》於2018年9月1日上映。

## 電影
2018年上映。主演福士蒼汰。

### 製作
- 原作 - 唐唐煙《笑傲曇天》（Mag Garden）
- 監督 - 本廣克行
- 劇本 - 高橋悠也

## 外部連結
- （日語）Mag Garden《笑傲曇天》
- （日語）Mag Garden《笑傲曇天 外傳》[永久]
- （日語）Mag Garden《笑傲煉獄》[永久]
- （日語）電視動畫《笑傲曇天》官方網站 （页面存档备份，存于）
- （日語）日本電視台《笑傲曇天》動畫介紹 （页面存档备份，存于）
- （日語）《笑傲曇天》公式的X（前Twitter）
- （繁體中文）《笑傲曇天》TVB官方網站 （页面存档备份，存于）
- （日語）《笑傲曇天》劇場版官方網站 （页面存档备份，存于）